# Veliki žitni otok
Veliki žitni otok  (slovački: Žitný ostrov ili Veľký Žitný ostrov, njem. Große Schüttinsel, mađ. Csallóköz) riječni je otok u jugozapadnoj Slovačkoj omeđen Dunavom, Malim Dunavom i Váhom. Najveći je riječni otok u Europi površine 1.880 km². Gradovi na otoku: Komárno, Dunajská Streda, Šamorín. Većinsko stanovništvo na otoku su Mađari. 

## Vanjske poveznice
- Turističke informacije o otoku